# Unionsblockaden

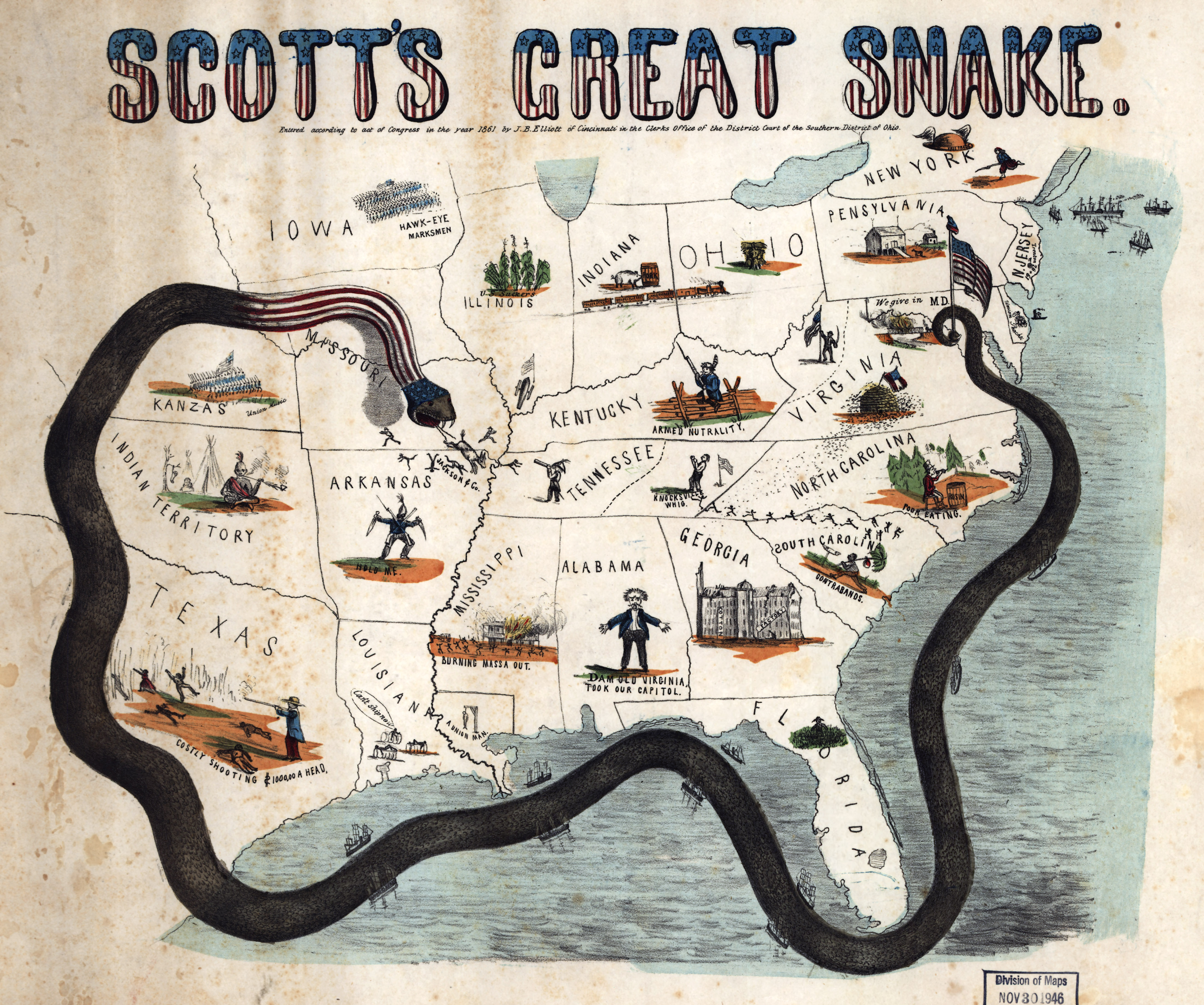
En teckning från 1861 över blockaden, känd som Winfield Scotts Anaconda-plan.

Unionsblockaden, eller Blockaden av Syd, ägde rum mellan 1861 och 1865 under amerikanska inbördeskriget när Unionsflottan upprätthöll en hård blockad mot Amerikas konfedererade stater på Atlanten och Gulfkusten. Den var utformad för att förhindra passage av handelsvaror och förnödenheter samt vapen till och från konfederationen. Fartyg som försökte kringgå blockaden, så kallade blockadlöpare, var mest nybyggda och höghastighetsfartyg med liten lastkapacitet. De opererades av britterna (med Royal Navy-officerare på permission) och gick mellan de av konfederationen kontrollerade hamnar och neutrala hamnar i Havanna, Kuba; Nassau, Bahamas och Bermuda, där brittiska leverantörer hade satt upp försörjningsbaser.
President Abraham Lincoln proklamerade blockaden den 19 april 1861. Hans strategi, en del av general Winfield Scotts Anaconda-plan, krävde förslutning av 5 600 km av konfederationens kust och tolv större hamnar, inklusive New Orleans, Louisiana och Mobile, Alabama, de två största hamnarna av bomullsexport före krigsutbrottet, liksom Atlanthamnar som Richmond, Virginia, Charleston, South Carolina, Savannah, Georgia och Wilmington, North Carolina. I detta syfte tog unionen 500 fartyg i tjänst som förstörde eller erövrade omkring 1 500 blockadlöpare under krigsloppet. Fem av sex försök att kringgå blockaden var dock framgångsrika. Blockadlöparna bar endast en liten del av den vanliga lasten.